# 1931 en Colombie-Britannique
Chronologie de la Colombie-Britannique
- 1927
- 1928
- 1929
- 1930
- 1931
- 1932
- 1933
- 1934
- 1935

Cette page concerne des événements qui se sont produits durant l'année 1931 dans la province canadienne de Colombie-Britannique.

## Politique

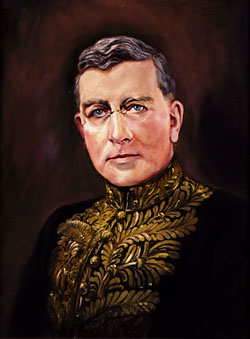
John William Fordham Johnson

- Premier ministre : Simon Fraser Tolmie.
- Chef de l'Opposition :  Thomas Dufferin Pattullo du Parti Libéral
- Lieutenant-gouverneur : Robert Randolph Bruce puis John William Fordham Johnson
- Législature :

## Événements

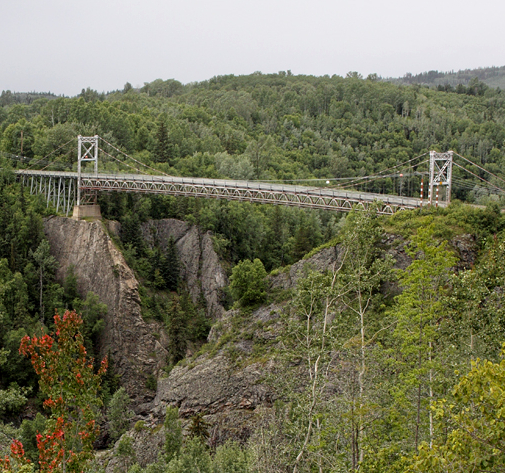
Hagwilget Suspension bridge.

- Mise en service du Hagwilget Suspension Bridge, pont routier suspendu en acier de 140.20 mètres de longueur pour la travée principale.